# Iron Sky. Invazia
Iron Sky (2012) este un film SF-comedie finlandezo-germano-australian regizat de Timo Vuorensola după un scenariu de Johanna Sinisalo și Michael Kalesniko. Filmul prezintă povestea unui grup de germani naziști care au zburat pe Lună în 1945 unde au construit o bază secretă de unde lansează un atac asupra Pământului în 2018 pentru a crea Al Patrulea Reich.
Iron Sky a fost realizat de producătorii filmului Star Wreck: In the Pirkinning, fiind produs de Tero Kaukomaa de la Blind Spot Pictures și de Energia Productions, co-produs de New Holland Pictures și 27 Films, de asemenea a fost co-finanțat de numeroși suporteri individuali; Samuli Torssonen a fost responsabil cu efectele generate pe calculator. A avut premiera în Finlanda, Germania și alte țări europene în aprilie 2012.

## Distribuție
- Julia Dietze ca Renate Richter
- Götz Otto - Klaus Adler
- Christopher Kirby ca James Washington
- Tilo Prückner ca Doktor Richter
- Udo Kier ca Mondführer Wolfgang Kortzfleisch
- Peta Sergeant ca Vivian Wagner
- Stephanie Paul ca președintele Statelor Unite (o parodiere a lui Sarah Palin[6])

## Vezi și
- OZN-uri naziste
- Listă de filme științifico-fantastice, fantastice și de groază despre cel de-al Doilea Război Mondial